# Subulella scotti
Subulella scotti is een naaldkreeftjessoort uit de familie van de Colletteidae. De wetenschappelijke naam van de soort is voor het eerst geldig gepubliceerd in 1986 door Holdich & Bird.